# گولن (سون او فیوردانه)
گولن (به لاتین: Gulen) یک شهرداری در نروژ است که در سون او فیوردانه واقع شده‌است. گولن ۵۹۷٫۲۱ کیلومتر مربع مساحت و ۲٬۳۷۱ نفر جمعیت دارد.